# Malaan National Park
Malaan National Park är en park i Australien. Den ligger i delstaten Queensland, omkring 1 300 kilometer nordväst om delstatshuvudstaden Brisbane.
Runt Malaan National Park är det mycket glesbefolkat, med 5 invånare per kvadratkilometer.. Närmaste större samhälle är Ravenshoe, nära Malaan National Park.
I omgivningarna runt Malaan National Park växer i huvudsak städsegrön lövskog. Genomsnittlig årsnederbörd är 1 894 millimeter. Den regnigaste månaden är mars, med i genomsnitt 420 mm nederbörd, och den torraste är oktober, med 28 mm nederbörd.